# هندسه سیمپلکتیک

نمودار فازی نوسانگر ون در پل، یک سیستم تک-بعدی. فضای فازی اولین شیء مورد مطالعه در هندسه سیمپلکتیک بود.

هندسه سیمپلکتیک (به انگلیسی: Symplectic Geometry) شاخه‌ای از هندسه دیفرانسیل و توپولوژی دیفرانسیل است که به مطالعه منیفلدهای سیمپلکتیک می‌پردازد؛ یعنی، منیفلدهای دیفرانسیل‌پذیری که مجهز به ۲-فرمی‌های بسته ناتباهیده باشند. منشأ هندسه سیمپلکتیک در فرمولبندی همیلتونی مکانیک کلاسیک می‌باشد، در آنجا فضای فازی سیستم‌های کلاسیک خاصی، روی ساختار یک منیفلد سیمپلکتیک اختیار می‌شود.

## معرفی انتگرال‌گیری
یک هندسه سیمپلکتیک بر روی فضای هموار زوج-بعدی یک منیفلد دیفرانسیل تعریف می‌شود که در این فضا، یک شیء هندسی، یعنی همان فرم سیمپلکتیک ای تعریف می‌شود که امکان اندازه‌گیری اندازه اشیاء دو بعدی را در این فضا فراهم می‌آورد. این فرم سیمپلکتیک در هندسه سیمپلکتیک نقشی مشابه با تنسور متریک در هندسه ریمانی بازی می‌کند. با این تفاوت که تنسور متریک طول و زوایا را اندازه‌گیری می‌کند، در حالی که فرم سیمپلکتیک به اندازه‌گیری مساحت‌های جهت دار می‌پردازد.
هندسه سیمپلکتیک از مطالعه مکانیک کلاسیک ظهور پیدا می‌کند، مثالی از ساختار سیمپلکتیک، حرکت یک شیء در مسیر یک بعدیست. برای مشخص کردن مسیر حرکت یک شیء، نیاز است که هم موقعیت {\displaystyle q} آن شیء مشخص باشد هم گشتاور {\displaystyle p} آن، در نتیجه نقطه {\displaystyle (p,q)} در صفحه اقلیدسی {\displaystyle \mathbf {R} ^{2}} شکل می‌گیرد. در این حالت، فرم سیمپلکتیک به صورت زیر خواهد بود:
{\displaystyle \omega =dp\wedge dq}
که یک فرم مساحت است که از طریق انتگرال‌گیری به اندازه‌گیری مساحت ناحیه {\displaystyle S} در صفحه می‌پردازد:
{\displaystyle A=\int _{S}\omega .}
این ناحیه مهم است، چون با عبور سیستم‌های دینامیکی محافظه‌کار در زمان پیش روند، این مساحت تغییر نکرده، لذا یک پایای مهم برای آن سیستم خواهد بود.
هندسه‌های سیمپلکتیک ابعاد بالاتر نیز به‌طور مشابه تعریف می‌شوند. یک هندسه سیمپلکتیک 2n-بعدی به صورت زوج جهت‌های زیر:
{\displaystyle ((x_{1},x_{2}),(x_{3},x_{4}),\ldots (x_{2n-1},x_{2n}))}
در یک منیفلد 2n-بعدی به همراه فرم سیمپلکتیک زیر تعریف می‌شود:
{\displaystyle \omega =dx_{1}\wedge dx_{2}+dx_{3}\wedge dx_{4}+\cdots +dx_{2n-1}\wedge dx_{2n}.}
این فرم سیمپلکتیک یک ناحیه 2n-بعدی {\displaystyle V} در فضا تشکیل می‌دهد. این ناحیه به صورت جمع نواحی تصویرهای {\displaystyle V} روی هر صفحه حاصل از جفت جهت‌ها می‌باشد:
{\displaystyle A=\int _{V}\omega =\int _{V}dx_{1}\wedge dx_{2}+\int _{V}dx_{3}\wedge dx_{4}+\cdots +\int _{V}dx_{2n-1}\wedge dx_{2n}.}